# Sidlesham
Sidlesham est un village et une paroisse civile du Sussex de l'Ouest, en Angleterre. Il est situé dans l'ouest du comté, sur la péninsule de Manhood, à 5 km au sud de la ville de Chichester. Administrativement, il relève du district de Chichester.

## Toponymie
Le toponyme Sidlesham provient du vieil anglais et désigne une ferme (hām) appartenant à un homme nommé *Sidel. Il est attesté sous la forme Sidelesham en 683.

## Histoire
La première mention écrite de Sidlesham figure dans une charte de Cædwalla, roi des Ouest-Saxons, datée de 683. Ce document d'authenticité débattue enregistre une série de donations à l'évêque Wilfrid pour la fondation de l'abbaye de Selsey, dans le Sussex. Parmi les domaines offerts à Wilfrid se trouve le manoir de Sidlesham, qui reste par la suite propriété des évêques de Selsey, puis de Chichester, jusqu'à son rachat par la couronne d'Angleterre en 1560.

## Démographie
Au recensement de 2011, la paroisse civile de Sidlesham comptait 1 171 habitants.
| Année      | 1801 | 1811 | 1821  | 1831  | 1841 | 1851 | 1881 | 1891 | 1901 | 1911 | 1921 | 1931 | 1951  | 1961  | 2001  | 2011  |
| ---------- | ---- | ---- | ----- | ----- | ---- | ---- | ---- | ---- | ---- | ---- | ---- | ---- | ----- | ----- | ----- | ----- |
| Population | 805  | 865  | 1 029 | 1 002 | 927  | 941  | 946  | 920  | 799  | 884  | 801  | 878  | 1 274 | 1 302 | 1 139 | 1 171 |